# Jorge Julio Rocha
Jorge Eliécer Julio Rocha (San Onofre, Sucre, Colombia, 4 de abril de 1969), es un exboxeador colombiano. Fue medallista olímpico en los Juegos Olímpicos de Seúl 1988. Se retiró en 2003 luego de 49 peleas (44 ganadas y 5 perdidas).
Entre el 9 de octubre de 1992 y el 23 de octubre de 1993 fue campeón mundial de boxeo en la categoría gallo. Volvió a serlo entre el 28 de julio de 1997 y el 8 de enero de 2000 cuando perdió el cinturón contra Johnny Tapia.

## Trayectoria
Julio Rocha participó en los siguientes eventos nacionales e internacionales:

### Juegos Olímpicos
Fue reconocido su triunfo por ser el único deportista de la selección de  Colombia en obtener una medalla olímpica en los Juegos Olímpicos de Seúl 1988.

#### Juegos Olímpicos de Seúl 1988
A los 19 años, Jorge Julio participó en los Juegos Olímpicos de Seúl 1988 y obtuvo la tercera medalla de bronce para el boxeo olímpico colombiano.
En el Torneo Festival Olímpico celebrado en la México, D. F. en mayo de 1988, Jorge Eliecer Julio se enfrentó al peso gallo mexicano Jose De Jesús García Aguirre, y fue derrotado de manera contundente por KO en dos asaltos. En Seúl 88, Jorge Eliécer Julio comenzó derrotando al filipino Philip Ormillosa. Luego llegaron sus victorias ante Felipe Nieves, de Puerto Rico, René Breitbatyh, de Alemania Oriental y Katsuyuki Matsushima, de Japón. El 28 de septiembre, Julio enfrentó al búlgaro Alexander Hristov, con el cual perdió en una polémica decisión. 
- , Medalla de bronce: 51-54 kg